# Plattvärmeväxlare
En plattvärmeväxlare är en typ av värmeväxlare som använder metallplattor för att överföra värme mellan två vätskor. Detta har en stor fördel jämfört med en konventionell värmeväxlare genom att vätskorna exponeras för en mycket större yta eftersom vätskorna sprids ut över plattorna. Detta underlättar värmeöverföringen och ökar hastigheten på temperaturförändringen avsevärt. Plattvärmeväxlare är numera vanliga och mycket små lödda versioner används i varmvattensektionerna i miljontals kombinerade pannor. Den höga värmeöverföringseffektiviteten för en så liten fysisk storlek har ökat flödet av varmvatten (DHW) för kombinerade pannor. Den lilla plattvärmeväxlaren har gjort stor inverkan i hushållsvärme och varmvatten. Större kommersiella versioner använder packningar mellan plattorna, medan mindre versioner tenderar att lödas.
Konceptet bakom en värmeväxlare är användningen av rör eller andra inneslutningskärl för att värma eller kyla en vätska genom att överföra värme mellan den och en annan vätska. I de flesta fall består värmeväxlaren av ett lindat rör som innehåller en vätska som passerar genom en kammare som innehåller en annan vätska. Rörets väggar är vanligtvis gjorda av metall, eller annat ämne med hög värmeledningsförmåga, för att underlätta värmeöverföringen, medan det yttre höljet på den större kammaren är tillverkat av plast eller belagt med värmeisolering för att förhindra att värme strömmar ut från växlaren.
Världens första kommersiellt gångbara plattvärmeväxlare (PHE) uppfanns av Richard Seligman 1923 och revolutionerade metoder för indirekt uppvärmning och kylning av vätskor. Richard Seligman grundade APV 1910 som Aluminium Plant & Vessel Company Limited, ett specialiserat tillverkningsföretag som levererar svetsade kärl till bryggerier och handeln med vegetabilisk olja. Det satte också normen för dagens datordesignade tunna metallplattvärmeväxlare som används över hela världen.

## Design av platt- och ramvärmeväxlare

Schematiskt konceptuellt diagram av en platt- och ramvärmeväxlare.

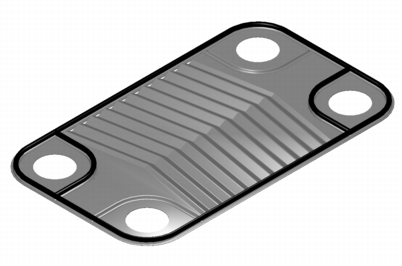
En individuell platta för en värmeväxlare

Plattvärmeväxlaren (plate heat exchanger, PHE) är en specialiserad konstruktion väl lämpad för att överföra värme mellan medium- och lågtrycksvätskor. Svetsade, halvsvetsade och lödda värmeväxlare används för värmeväxling mellan högtrycksvätskor eller där en mer kompakt produkt krävs. Istället för ett rör som går genom en kammare finns två alternerande kammare, vanligtvis tunna på djupet, åtskilda på sin största yta av en korrugerad metallplatta. Plattorna som används i en platt- och ramvärmeväxlare erhålls genom att man pressar metallplattor i ett stycke. Rostfritt stål är en vanlig metall för plattorna på grund av dess förmåga att motstå höga temperaturer, dess styrka och dess korrosionsbeständighet.
Plattorna är ofta åtskilda av gummitätningspackningar som är cementerade till en sektion runt plattornas kant. Plattorna pressas till tråg i rät vinkel mot flödesriktningen för vätskan som rinner genom kanalerna i värmeväxlaren. Dessa tråg är anordnade så att de sammanlänkas med de andra plattorna som bildar kanalen med mellanrum på 1,3–1,5 mm mellan plattorna. Plattorna är sammanpressade i en styv ram för att bilda ett arrangemang av parallella flödeskanaler med alternerande varma och kalla vätskor. Plattorna ger en extremt stor yta, vilket möjliggör snabbast möjliga överföring. Genom att göra varje kammare tunn säkerställs att majoriteten av vätskans volym kommer i kontakt med plattan, vilket återigen underlättar utbytet. Trågen skapar och upprätthåller också ett turbulent flöde i vätskan för att maximera värmeöverföringen i växlaren. En hög grad av turbulens kan erhållas vid låga flödeshastigheter och hög värmeöverföringskoefficient kan då uppnås.
Jämfört med tubvärmeväxlare kan den minsta skillnaden mellan temperaturen i de kalla och varma strömmarna i en plattvärmeväxlare vara så låg som 1 °C medan tubvärmeväxlare kräver en ansats på 5 °C eller mer. För samma mängd värmeväxling är storleken på plattvärmeväxlaren mindre på grund av den stora värmeöverföringsarean som plattorna ger (den stora ytan genom vilken värme kan färdas). Ökning och minskning av värmeöverföringsytan är enkel i en plattvärmeväxlare, genom att lägga till eller ta bort plattor från stapeln.

## Utvärdering av plattvärmeväxlare

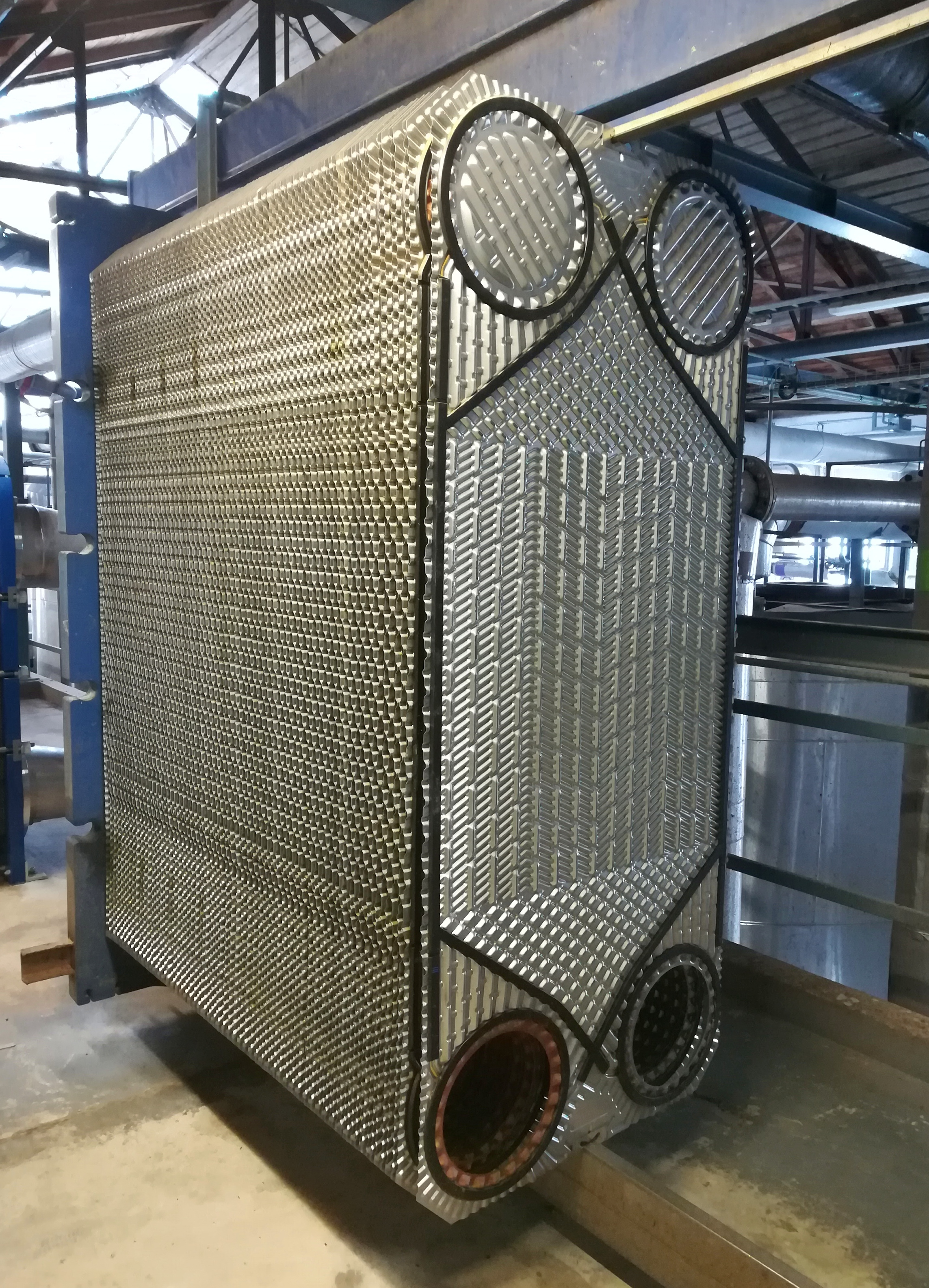
Delvis demonterad växlare, med synliga plåtar och packningar

Alla plattvärmeväxlare ser likadana ut på utsidan. Skillnaden ligger på insidan, i detaljerna i plåtdesignen och de tätningstekniker som används. När man utvärderar en plattvärmeväxlare är det därför mycket viktigt att inte bara utforska detaljerna i produkten som levereras utan också att analysera nivån på forskning och utveckling som utförs av tillverkaren och servicen efter idrifttagningen och reservdelars tillgänglighet.
En viktig aspekt att ta hänsyn till när man utvärderar en värmeväxlare är formerna av korrugering i värmeväxlaren. Det finns två typer: intermating- och chevronkorrugering. I allmänhet produceras större värmeöverföringsförstärkning från vinklar för en given ökning av tryckfallet och används oftare än mellanliggande korrugeringar. Det finns så många olika sätt att modifiera för att öka värmeväxlarens effektivitet att det är extremt tveksamt att någon av dem kommer att stödjas av en kommersiell simulator. Dessutom kan vissa patentskyddade data aldrig släppas från tillverkare av värmeöverföringsförbättringar. Det betyder dock inte att någon av förmätningarna för ny teknik inte utförs av ingenjörerna. Kontextinformation om flera olika former av förändringar av värmeväxlare ges nedan. Huvudsyftet med att ha en kostnadsfördelaktig värmeväxlare jämfört med användningen av en traditionell värmeväxlare måste alltid uppfyllas genom förbättring av värmeväxlaren. Nedsmutsningskapacitet, tillförlitlighet och säkerhet är andra faktorer som bör åtgärdas.
Först är periodisk rengöring. Periodisk rengöring (rengöring på plats) är den mest effektiva metoden för att spola ut allt avfall och smuts som med tiden minskar värmeväxlarens effektivitet. Detta tillvägagångssätt kräver att båda sidor av PHE (Plate Heat Exchanger) dräneras, följt av dess isolering från vätskan i systemet. Från båda sidor ska vattnet spolas ur tills det blir helt klart. Spolningen bör utföras i motsatt riktning mot vanliga operationer för bästa resultat. När det är gjort är det dags att använda en cirkulär pump och en vätsketank för att skicka på ett rengöringsmedel samtidigt som man säkerställer att medlet är kompatibelt med PHE (Plate Heat Exchanger) packningar och plattor. Slutligen, tills utloppsströmmen är klar, ska systemet spolas med vatten igen.

## Optimering av plattvärmeväxlare
För att uppnå förbättring av PHE:er måste två viktiga faktorer, nämligen mängden värmeöverföring och tryckfall beaktas så att mängden värmeöverföring behöver ökas och tryckfallen måste minskas. I plattvärmeväxlare på grund av närvaron av korrugerad plåt, finns det ett betydande motstånd mot flöde med hög friktionsförlust. För att designa plattvärmeväxlare bör man alltså ta hänsyn till båda faktorerna.
För olika intervall av Reynolds-tal finns det många korrelationer och chevron vinklar för plattvärmeväxlare. Plattgeometrin är en av de viktigaste faktorerna för värmeöverföring och tryckfall i plattvärmeväxlare, men en sådan egenskap är inte exakt föreskriven. I de korrugerade plattvärmeväxlarna, på grund av den smala vägen mellan plattorna, finns en stor tryckkapacitet och flödet blir turbulent längs banan. Därför kräver den mer pumpkraft än de andra typerna av värmeväxlare. Därför eftersträvas högre värmeöverföring och mindre tryckfall. Plattvärmeväxlarens form är mycket viktig för industriella applikationer som påverkas av tryckfall. 

## Flödesfördelning och värmeöverföringsekvation
Designberäkningar av en plattvärmeväxlare inkluderar flödesfördelning och tryckfall och värmeöverföring. Den förra är en fråga om flödesdistribution i grenrör. En layoutkonfiguration av plattvärmeväxlare kan vanligtvis förenklas till ett gren-rörssystem med två grenrörshuvuden för att dela och kombinera vätskor, som kan kategoriseras i U-typ och Z-typ arrangemang enligt flödesriktning i samlingsrören, som visas i grenrörets arrangemang. Bassiouny och Martin utvecklade den tidigare teorin om design. Under de senaste åren har Wang förenat alla de viktigaste befintliga modellerna och utvecklat ett mycket färdigt teori- och designverktyg.
Den totala värmeöverföringflödet (överförd effekt i W) mellan de varma och kalla vätskorna som passerar genom en plattvärmeväxlare kan uttryckas som: Q = UA∆Tm där U är den totala värmeöverföringskoefficienten (U-värde), A är den totala plattarean och ∆Tm är logaritmisk medeltemperaturdifferens (LMTD). U är beroende av värmeöverföringskoefficienterna i de varma och kalla strömmarna.

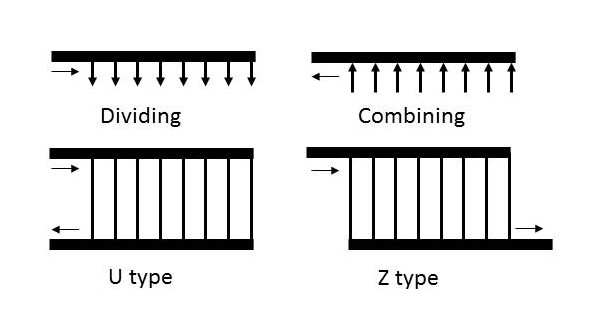
Fördelararrangemang för flödesfördelning

Deras rengöring hjälper till att undvika nedsmutsning och avlagringar utan att värmeväxlaren behöver stängas av eller driften störs. För att undvika att värmeväxlarens prestanda och livslängden minskar kan OnC (Online Cleaning) användas som ett fristående tillvägagångssätt eller i samband med kemisk behandling. Systemet med återcirkulerande boll och borst- och korgsystemet är några av OnC-teknikerna. OfC (Offline Cleaning) är en annan effektiv rengöringsmetod som effektivt ökar värmeväxlarnas prestanda och minskar driftskostnaderna. Denna metod, även känd som pigging, använder en formliknande kulanordning som sätts in i varje rör och använder högt lufttryck för att tvinga ner röret. Kemisk tvättning, hydroblästring och hydrolansning är andra ofta använda metoder än OfC. Båda dessa tekniker kommer, när de används ofta, att återställa växlaren till sin optimala effektivitet tills nedsmutsningen och beläggningen börjar glida långsamt och negativt påverkar värmeväxlarens effektivitet.
Drift- och underhållskostnader är nödvändiga för en värmeväxlare. Men det finns olika sätt att minimera kostnaderna. För det första kan kostnaden minimeras genom att minska nedsmutsning på värmeväxlaren som minskar den totala värmeöverföringskoefficienten. Enligt uppskattad analys kommer effekten av påväxtbildning att generera en enorm kostnad för operativa förluster som överstiger 4 miljarder dollar. Det är totala kostnad orsakad av marinpåväxt inklusive kapitalkostnad, energikostnad, underhållskostnad och kostnad för vinstförlust. Kemiska nedsmutsningsinhibitorer är en av nedsmutsningskontrollmetoderna. Till exempel kan akrylsyra/hydroxipropylakrylat (AA/HPA) och akrylsyra/sulfonera (AA/SA) sampolymerer användas för att hämma nedsmutsningen genom avsättning av kalciumfosfat. Därefter kan avsättning av nedsmutsning också minskas genom att installera värmeväxlaren vertikalt eftersom gravitationskraften drar bort någon av partiklarna från värmeöverföringsytan i värmeväxlaren. För det andra kan driftskostnaden minimeras när mättad ånga används jämfört med överhettad ånga som vätska. Överhettad ånga fungerar som en isolator och dålig värmeledare, den är inte lämplig för värmetillämpning såsom värmeväxlare.